# Delavári
A Delavári, delaware vagy  piros delaware  egy világospiros színű, enyhe labruska mellékízű, direkt termő szőlőfajta, Vitis labrusca × Vitis  aestivális × Vitis vinifera természetes hibridje.

## Elterjedése
Feltételezetten a delavári fajta első tőkéi az amerikai Frenchtownban (New Jersey) nevelkedtek. A fajtát bemutató első írásos anyagot 1849-ben Abraham Thompson, az Ohioi kiadású Delaware Press tulajdonosa jelentette meg. A cikk szerzője, George Campbell, az új szőlőfajta kedvező tulajdonságai között, külön hangsúlyozta a gombabetegségekkel és a filoxérával szembeni kitűnő ellenálló képességét.
Jellegzetesen amerikai fajta, termőterületeit az USA északkeleti és közép nyugati területein találjuk. 
Magyarországon a filoxéravész után jellemzően hazánk északi részén termesztették. Telepítése, pótlásra való felhasználása régóta tilos, a jelenlegi bortörvény rendelkezése alapján tőkéit 2000. végéig ki kellett vágni.

## Jellemzői
Tőkéje gyenge növekedésű, közepes terméshozamú. Levele sötétzöld, hosszú, mélyen tagolt, nyílt vállú. Fürtje kicsi, tömött; bogyói is kicsik, gömbölyűek, halványpirosak, nyálkás húsúak, nem rothadnak. Jó zamatú enyhe labruska ízű fajta. Szeptember elején érik. Fagytűrő, gombabetegségeknek ellenáll. 
Magutódja a zöldesfehér bogyójú   fehér delaware , valamivel jobb termelési tulajdonságokkal rendelkezik. 
Szőlőjét változatosan száraz- és édes borok, jégbor, valamint fűszeres habzóborok készítésére használják. A must, enyhe labruska ízét többször fejtve elveszti.  Bora halvány rózsaszín, vagy fehér színű.

## Hasonnevek
A Delavári szőlőfajta további nevei: Delavar, Delavar Rozovii, Delavar serii, Delavare, Delawar, French Grape, Gray Delaware, Heath, Italian wine grape, Ladies Choice, Powell, Rose Colored Delaware, Ruff.